# 蓝德彰
蓝德彰（英語：John Dexter Langlois, 1943年—2010年8月19日）是一位美国企业家，中文名叫蓝德彰。

## 生平
1943年出生于美国纽约市长岛，1964年获得普林斯顿大学学士学位，1966年获得哈佛大学硕士学位，1974年获得普林斯顿大学博士学位，之后任教于鲍登学院，1986年获得纽约大学工商管理硕士学位。后进入摩根大通担任副总裁，2000年担任上海银行董事，2003年担任南京市商业银行董事，2005年担任深圳发展银行董事长，是中国内地银行业第一位外籍董事长。2006年担任中信银行董事，2009年担任中国农业银行董事。
2010年8月19日逝世，享年67岁。